# Zdeněk Jirotka (Schriftsteller)
Zdeněk Jirotka (* 7. Januar 1911 in Polnisch Ostrau, Bezirk Friedek; † 12. April 2003) war ein tschechischer Schriftsteller und Feuilletonist. Er schrieb hauptsächlich humoristische Romane, Erzählungen und Hörspiele.

## Leben
In Ostrava besuchte er bis 1929 die Realschule und legte 1933 an der Bauindustriefachhochschule in Hradec Králové das Examen ab. Er trat in die Armee ein und diente bis 1940. Nach der Besetzung der Tschechoslowakei durch die Nationalsozialisten war er im Ministerium für öffentliche Arbeiten beschäftigt, aber bereits seit 1942 widmete er sich nach dem Erfolg seines Debüts nur noch der Literatur.

## Werke
Er schrieb für mehrere Zeitungen und Zeitschriften, darunter die Lidové noviny (sowie Svobodné noviny, eine Bezeichnung von Lidové noviny zwischen 1945 und 1948) und nach 1951 für das satirische Magazin Dikobraz. Zwischen 1953 und 1962 war er auch Redakteur beim Tschechoslowakischen Rundfunk und danach wieder bei Dikobraz.

### Romane
- Saturnin, 1942 – Der humoristische Roman erzählt die Geschichte des Dieners Saturnin, seines Herrn und seiner Gäste. Der Erzähler, Saturnins Herr, nimmt ihn in seine Dienste, ohne zu ahnen, was im Einzelnen auf ihn zukommt.
- Der Mann mit dem Hund (Muž se psem), 1944 – Satirische Parodie auf dumme Betrüger und einen unfehlbaren Amateurdetektiv, der die Verbrechen aufklärt.

### Hörspiele
- Sterne über dem alten Vavrouch (Hvězdy nad starým Vavrouchem), 1946

### Erzählungen
- Biologieprofessor auf der Leiter (Profesor biologie na žebříku), 1956 – Eine Anekdotensammlung sowie Kurzgeschichten aus der Zeit 1951 bis 1955. Satirische Betrachtung des Zeitgeschehens.
- Siebenlügner (Sedmilháři), 1970
- Die Regeln haben sich geändert (Pravidla se změnila), 2000

### In deutscher Sprache publiziert
- Der Mann mit dem Hund, übersetzt von Franz Peter Künzel. Illustrationen von Franz Haacken. Kinderbuchverlag, Berlin 1958, DNB 452203546.
- Saturnin, übersetzt von Joachim Bruss, Karolinum (Verlag Karls-Universität), Praha 2007, ISBN 978-80-246-1396-3.